# Codemasters
The Codemasters Software Company Limited (сокращённо: Codemasters, ранее Code Masters) — разработчик и издатель компьютерных игр, один из старейших в Великобритании.

## История
Компания основана в 1986 году Ричардом и Дэвидом Дарлинг (до этого они работали на Mastertronic). Codemasters быстро заняли заметное место на растущем рынке игр для ZX Spectrum, в основном за счёт игр, в которых нужно было решать простые головоломки, комбинируя между собой различные объекты. Один из ярких примеров — серия игр Dizzy. Хотя Codemasters успешно начали с игр именно для ZX Spectrum, они выпускали продукты (в том числе и серию Dizzy) и для других систем: Enterprise 128, VIC 20, Commodore 64, Commodore 16, BBC Micro, Acorn Electron, Amstrad CPC, Atari 400/800, Commodore Amiga и Atari ST. Они также известны сериями игр с названиями вида «Advanced чего-либо Simulator» и «Professional чего-либо Simulator».
В 1980-х Codemasters была одной из немногих компаний, продававших свою продукцию по неизменно низкой розничной цене. Однако начиная с 1992 года им пришлось снижать количество «бюджетных» выпусков в пользу более дорогих проектов, что вызвало возмущение со стороны любителей игр и прессы, а также вопросы о коммерческой логике, стоящей за этим решением — поскольку было известно, что коммерческому успеху компания во многом обязана именно «бюджетным» играм.
Codemasters разработала систему чит-кодов Game Genie для различных консолей и модульную систему для NES Aladdin Deck Enhancer.
Когда рынок 8-разрядных домашних компьютеров начал сужаться, Codemasters перешла к разработке для рынка 8- и 16-разрядных игровых консолей, а также от «бюджетных» к более дорогим выпускам для 16-разрядных компьютеров — так в 1993 году вышел последний «бюджетный» выпуск в серии Dizzy — Crystal Kingdom Dizzy, следующий — Fantastic Dizzy — был уже «дорогим».
В апреле 2016 года Codemasters объявили, что они наняли большинство сотрудников разработчиков гоночных игр Evolution Studios после того, как Sony закрыла студию.
В ноябре 2019 года Codemasters объявили о покупке студии Slightly Mad Studios, отвечающей за гоночные игры. Сумма сделки составила 30 млн. долларов США.
1 июня 2020 года между Codemasters и World Rally Championship было подписано соглашение о разработке игр WRC сроком на 5 лет. Первая игра планируется к выпуску в период с 1 апреля 2023 по 31 марта 2024.
В ноябре 2020 года Codemasters объявила, что Take-Two Interactive обратилась к ней с предложением о выкупе за 739,2 млн фунтов стерлингов. Codemasters заявила, что её управление было готово одобрить сделку, и ожидало получения необходимых разрешений от регулирующих органов и Take-Two. В том же месяце Take-Two и Codemasters договорились о выкупе студии за акции и наличные на сумму 994 млн долл, сделка должна была завершиться к началу 2021 года. После приобретения, Codemasters будет работать под лейблом 2K, но сохранит руководство. В своем заявлении босс Take-Two Штраус Зелник заявил, что гоночные игры Codemasters хорошо сочетаются с линейкой спортивных игр Take-Two. В декабре 2020 года предложение Take-Two было перебито Electronic Arts, которая предложила выкупить все находящиеся в обращении акции по цене 6,04 фунта стерлинга, таким образом оценив компанию в 1,2 млрд долларов (больше на 14 % предложения Take-Two). Совет директоров Codemasters согласился на сделку с EA, которая планировалась к завершению к первому кварталу 2021 года. Take-Two официально отозвала своё предложение в январе 2021 года, уступив предложению EA, в то время как правление Codemasters одобрило предложение EA позже в том же месяце. Приобретение было завершено 18 февраля 2021 года, и все акции были переданы дочерней компании EA Codex Games Limited. Эндрю Уилсон из EA заявил, что они планируют сохранить Codemasters в виде отдельной организации в составе EA, аналогично Respawn Entertainment. В июле 2021 года Codemasters объявила, что генеральный директор Франк Санье и финансовый директор Рашид Варачиа покинут компанию в конце месяца в связи с приобретением компании. Новым руководителем станут специальный вице-президент по разработке продуктов Клайв Муди и издатель Джонатан Банни.

## Коллекционное издание GRID 2
В 2013 году компания Codemasters выпустила продолжение игры Race Driver: GRID — автосимулятор GRID 2. За несколько дней до выхода игры компания представила коллекционное издание этого автосимулятора под названием GRID 2: Mono Edition. Оно существует в единственном экземпляре и оценивается в 125 000 фунтов стерлингов. В состав издания вошли диск с игрой для PlayStation 3, сама игровая приставка и автомобиль BAC Mono. Также в состав входит полное гоночное снаряжение с символикой игры и экскурсия на завод Briggs Automotive Company (BAC) в Великобритании, которую проведёт пилот-испытатель команды Оливер Вебб.